# Matern von Marschall

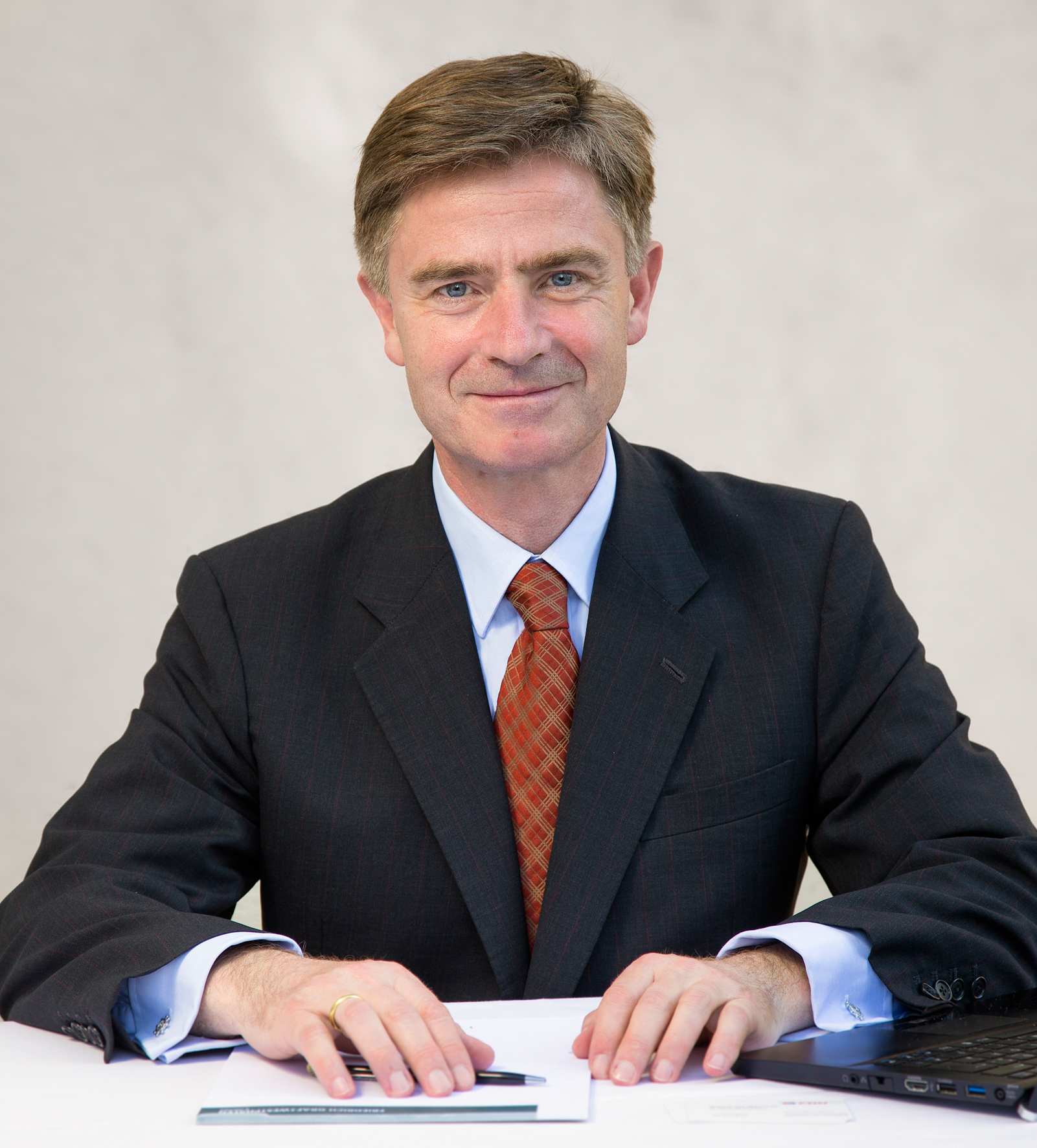
Matern von Marschall (2013)

Matern Christoph Cajetan Freiherr Marschall von Bieberstein (* 3. August 1962 in Freiburg im Breisgau) ist ein deutscher Philologe und Politiker (CDU). In der Öffentlichkeit ist er unter dem Namen Matern von Marschall bekannt. Er war von 2013 bis 2021 Mitglied des Deutschen Bundestages für den Wahlkreis Freiburg.

## Leben

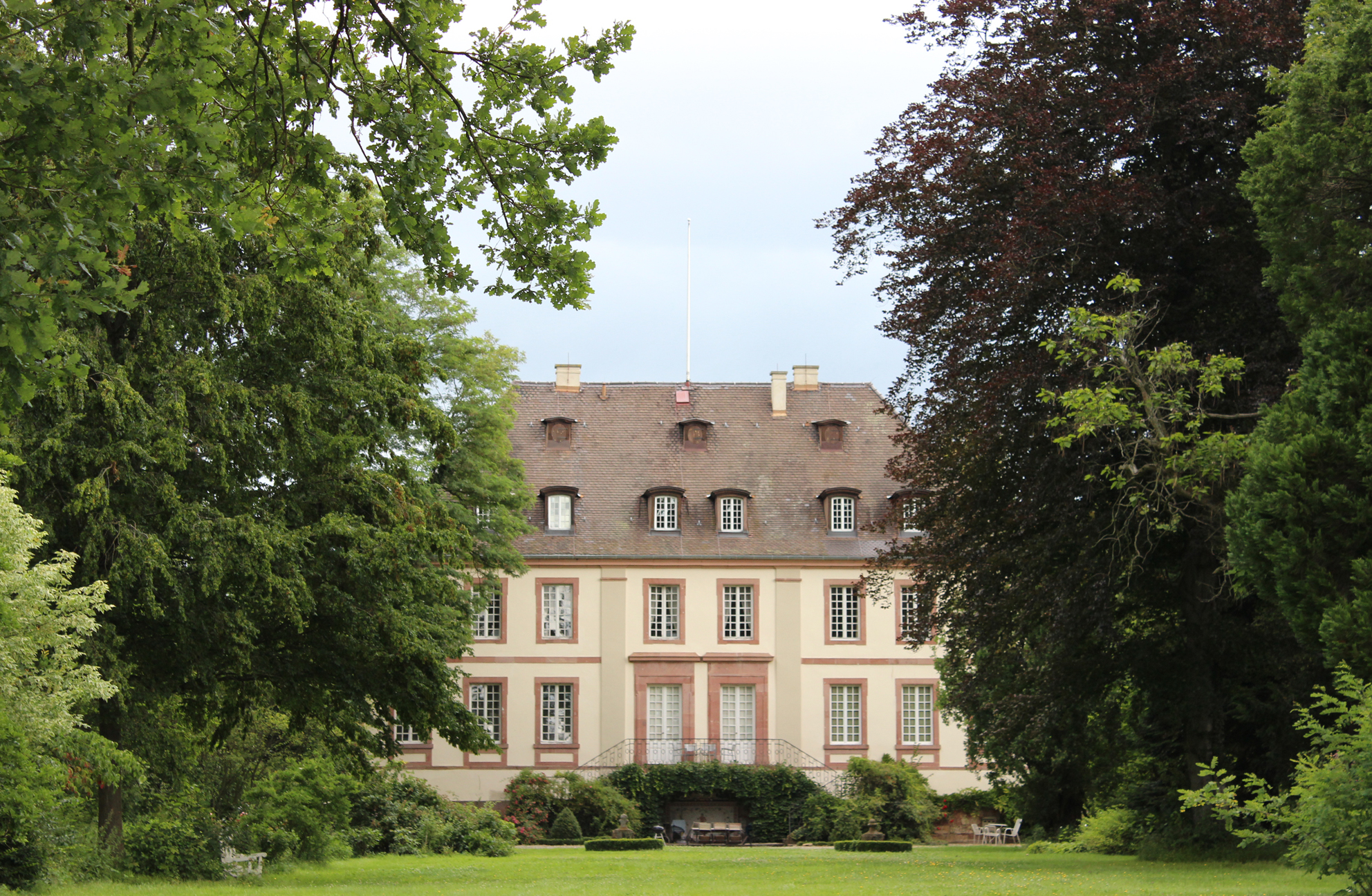
Schloss zu Neuershausen

Matern von Marschall entstammt der badischen Linie des Adelsgeschlechts Marschall von Bieberstein. Er ist Urenkel von Adolf Freiherr Marschall von Bieberstein (1842–1912) und Enkel von Wilhelm Freiherr Marschall von Bieberstein (1890–1935). Matern von Marschall ist der Sohn  des Oberregierungsrats Sven Alexander Marschall von Bieberstein und der Maria de las Mercedes geb. Gräfin Wolff-Metternich zur Gracht. Er wurde in Freiburg geboren und wuchs in March-Neuershausen auf, wo die Familie das Schloss bewohnt.
Er besuchte eine Grundschule und erwarb später ein Abitur am Friedrich-Gymnasium Freiburg. Er leistete den Grundwehrdienst, studierte und trat eine Ausbildung zum Verlagskaufmann an. Danach arbeitete er im Verlag Walter de Gruyter. Seit 2003 ist er Mitinhaber des Audiobuchverlags in Freiburg.

## Politisches Engagement
Von Marschall war seit Ende 2009 bis zum 17. Mai 2022 Vorsitzender des CDU-Gemeindeverbandes March.
Er wurde im November 2011 stellvertretender Vorsitzender der Kommunalpolitischen Vereinigung (KPV) des CDU-Kreisverbandes Breisgau-Hochschwarzwald. Zusammen mit Martin Uhl leitete er dessen Arbeitskreis Energie.
Bei der Bundestagswahl 2013 gewann von Marschall mit 34,9 Prozent der Erststimmen ein Direktmandat im Bundestagswahlkreis Freiburg für die CDU und zog in den Bundestag ein. Bei seiner zweiten Kandidatur zur Bundestagswahl 2017 verteidigte von Marschall das Direktmandat für die CDU mit einem Erststimmenergebnis von 28,0 Prozent.
Im 19. Deutschen Bundestag war von Marschall im Deutschen Bundestag jeweils ordentliches Mitglied im Ausschuss für wirtschaftliche Zusammenarbeit und Entwicklung sowie im Ausschuss für die Angelegenheiten der Europäischen Union. Zudem gehörte er dem Parlamentarischen Beirat für nachhaltige Entwicklung und dem Ausschuss für wirtschaftliche Zusammenarbeit und Entwicklung an. Für die CDU/CSU-Bundestagsfraktion fungierte von Marschall als stellvertretender Vorsitzender der AG Wirtschaftliche Zusammenarbeit und Entwicklung.
Von Marschall war Mitglied des Ausschuss für die Angelegenheiten der Europäischen Union.
Ebenfalls war von Marschall Mitglied im Unterausschuss für Zivile Krisenprävention, Konfliktbearbeitung und vernetztes Handeln sowie im Parlamentarischen Beirat für nachhaltige Entwicklung des Deutschen Bundestages.
Ab 2018 war von Marschall Mitglied der deutschen Delegation in der Parlamentarischen Versammlung des Europarates. Dort ist er Mitglied im Ausschuss für Sozialordnung, Gesundheit und nachhaltige Entwicklung.
Am 30. Januar 2014 stimmte er mit vier weiteren Abgeordneten der CDU/CSU-Fraktion mit der Opposition gegen eine Zulassung der Genmaissorte 1507. Von Marschall und weitere Abgeordnetenkollegen stießen damit eine innerparteiliche Diskussion an, die zu einer Neupositionierung der CDU/CSU führte.
Von 2019 bis zu seinem Ausscheiden aus dem Bundestag 2021 war von Marschall Mitglied der Deutsch-Französischen Parlamentarischen Versammlung.
Im April 2021 sprach er sich für eine Kanzlerkandidatur des CSU-Ministerpräsidenten Markus Söder aus Bayern und gegen den damaligen CDU-Ministerpräsidenten Armin Laschet aus Nordrhein-Westfalen aus.
Bei der Bundestagswahl 2021 unterlag von Marschall mit 20,6 Prozent der Erststimmen als Direktkandidat in seinem Bundestagswahlkreis Freiburg gegen Chantal Kopf von den Grünen und schied deshalb im Oktober 2021 aus dem Deutschen Bundestag aus.

## Mitgliedschaften
- Deutsch-französische Parlamentariergruppe des Deutschen Bundestages (–2021)[25]
- Kuratorium der Deutschen Gesellschaft für Internationale Zusammenarbeit (Vorsitzender)